# Körpererfahrung
Körpererfahrung ist die Gesamtheit aller im Verlaufe der Entwicklung erworbenen Erfahrungen mit dem eigenen Körper. Körpererfahrungen können kognitiv wie affektiv und sowohl bewusst als auch unbewusst sein. Körpererfahrung im engeren Sinne entsteht aus dem Umgang mit dem eigenen Körper im Zusammenhang mit Bewegung, was auch als Bewegungserfahrung bezeichnet wird. Die Körpererfahrung ist Teil des Körpergedächtnisses sowie der Selbsterfahrung und überschneidet sich zum Teil mit Körpererleben.
Entwicklungsfördernde Körpererfahrungen zu intensivieren ist eines der wesentlichen Ziele des Schulsports und der Sportpädagogik im Allgemeinen. Im therapeutischen Bereich ist die gezielte Anregung von Körpererfahrungen zentraler Bestandteil der Motopädie und der Psychomotorik. Körpererfahrungen tragen neben einer Verbesserung der Bewegungskompetenz auch zur Persönlichkeitsbildung und der Identitätsentwicklung bei, da Selbstständigkeit, Selbstgewissheit und Individualität ausgebildet und intensiviert werden.